# Ramsey and Parkeston
Ramsey and Parkeston är en civil parish i Tendring i Storbritannien. Den ligger i grevskapet Essex och riksdelen England, i den sydöstra delen av landet, 100 km nordost om huvudstaden London. Civil parish har 2 343 invånare (2011).
Klimatet i området är tempererat. Årsmedeltemperaturen i trakten är 10 °C. Den varmaste månaden är juli, då medeltemperaturen är 18 °C, och den kallaste är februari, med 1 °C.